# Ядерная стратегия
Ядерная стратегия — система военных и политических доктрин некоторых государств, которая регулирует создание и применение ядерного оружия и составляет основу стратегии ведения ядерной войны. 
Тем не менее, ядерная стратегия не может быть рассмотрена исключительно как тип военной стратегии, поскольку комплекс методов, рассматриваемых в ней, в корне отличен от всех прочих военных доктрин.
Кроме вопросов непосредственно ведения ядерной войны, ядерная стратегия рассматривает методы небоевого применения ядерных арсеналов: как аргумента на международных переговорах и средства политического давления. Ядерная стратегия регулирует позицию государства в отношении проблемы ядерного распространения и поддержания ядерного паритета.

## Понятия ядерной стратегии
Ниже представлены, по мнению некоторых, понятия ядерной стратегии:
- Реалистическое устрашение
- Гибкое реагирование
- Массированное возмездие
- Неприменение первым
- Первый удар
- Второй удар
- Подлётное время
- Сдерживание
- Ядерный паритет
- Ядерная триада
- Ядерный шантаж
- и другие